# Henry Williams (Missionar)

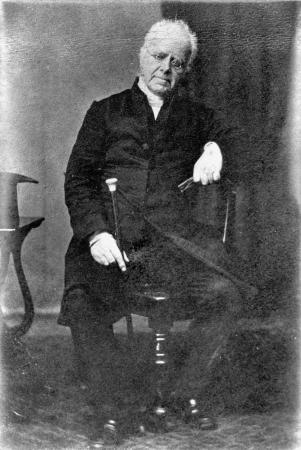
Henry Williams (um 1865)

Henry Williams (* 11. Februar 1792 in Nottingham, England; † 16. Juli 1867 in Pakaraka, Bay of Islands, Neuseeland) war Marineoffizier der Royal Navy, später Missionar der Church Mission Society in Neuseeland und Übersetzer des Treaty of Waitangi in Māori.

## Frühe Jahre
Henry Williams wurde am 11. Februar 1792 als fünftes Kind und dritter Sohn der walisischen Familie Thomas Williams, einem Lace-Maker und seiner Frau Mary Marsh in Nottingham geboren. Entsprechend der Familienangaben wurde Henry am 13. April im Alter von 2 Monaten in Gosport, Hampshire, an der Südküste von England getauft.
Nachdem Henrys Vater 1804 gestorben war, ging er, seinem Großvater und drei seiner Onkel folgend, zwei Jahre später am 10. Mai 1806 14-jährig als Midshipman zur See. Joseph Sydney Yorke, ein Freund der Familie, nahm ihn anfangs in seine Obhut. Später diente er auf verschiedenen Kriegsschiffen der Royal Navy, nahm 1807 an der zweiten Seeschlacht um Kopenhagen teil und wurde u. a. in der früheren Kapkolonie, auf Mauritius, in Madras und Kalkutta eingesetzt. Im August 1815 verließ er die Navy als Lieutenant mit halbem Sold, arbeitete eine Zeit lang als Zeichner, fühlte sich aber zunehmend zur Missionsarbeit hingezogen.

## Familie
Am 20. Januar 1818 heiratete Henry Williams seine Frau Marianne Coldham in Nuneham Courtenay, Oxfordshire. Aus der Ehe gingen elf Kinder hervor.
Henry Williams späterer Schwiegersohn, Huge Carleton, verfasste nach Williams Tod das Buch „The Life of Henry Williams, Archdeacon of Waimate“ in zwei Bänden, siehe Literaturangaben.

## Vorbereitung auf Missionsarbeit
Williams kam über seinen Schwager Edward Marsh in Kontakt mit der Church Missionary Society (CMS), die scheinbar seinen Wunsch nach Missionsarbeit erfüllen konnte. Als er hörte, das die Church Missionary Society ein Schiff nach Neuseeland senden wollte, bot er 1819 seine Dienste an, das Kommando für die Reise zu übernehmen. Doch das Vorhaben wurde fallen gelassen. Stattdessen akzeptierte man Williams lediglich als sogenannter lay settler (Siedler im Status eines Laien) für ein Vorhaben in Neuseeland. 1820 akzeptiert die Church Missionary Society ihn als Missionar, worauf er sein Studium für das Priesteramt aufnahm. Zeitgleich lernte er praktische und handwerkliche Dinge, die er für ein Leben jenseits der Zivilisation für nützlich hielt.
Am 2. Juni 1822 wurde Williams durch den Bischof von London zum Diakon ernannt und wenige Tage später am 16. Juni vom Bischof von Lincoln zum Priester geweiht. Damit war seine Vorbereitung zur Missionsreise nach Neuseeland abgeschlossen und Williams verließ am 17. September 1822 mit seiner Frau und drei Kindern England an Bord der Lord Sidmouth.
In Hobart Town in Tasmanien traf er zum ersten Mal auf Samuel Marsden, der die Missionsstation der Church Missionary Society in der Bay of Islands in Neuseeland knapp 10 Jahre zuvor gegründet hatte und reiste dann mit Marsdens Instruktionen weiter über Sydney zu seinem Ort der Bestimmung.

## Neuseeland
Am 3. August 1823 erreichte Williams mit seiner Familie auf der Brampton die Missionsstation in Paihia, in der Bay of Islands. Das Missionsprojekt, dass bis dahin der Missionar Thomas Kendall, der von Samuel Marsden eingesetzt wurde, mit mäßigem Erfolg geführt wurde und zum Konflikt mit Kendall geführt hatte, war Williams wichtigste Aufgabe zu ordnen.
Er beendete recht schnell die Handelsgeschäfte der Missionsstation mit den Kapitänen, die im Hafen ankamen, sorgte dafür, dass die Station sich unabhängig von den Māori versorgen konnte und beendete den Waffenhandel der Missionsstation mit den Māori. Er legte Regeln für den Handel fest, stoppte die Art und Weise, wie mit westlicher Kultur versucht wurde die Māori zu zivilisieren und konzentrierte sich anfänglich auf das Lehren spiritueller Werte. Williams lernte die Sprache der Māori und setzte durch, dass alle Mitarbeiter der Missionsstation die Sprache erlernen mussten. 1826 kam sein Bruder William nach Neuseeland und half ihm bei der Missionsarbeit. Williams eröffnet eine Schule für Māori-Kinder, in der er und seine Frau Marianne unterrichteten.
Williams erhielt viel Anerkennung seitens der Māori für seine Arbeit und sein Erfolg ließ sich dann auch in Zahlen ausdrücken. Waren bis 1830 lediglich einige Māori zum christlichen Glauben übergetreten, konnte Williams 1842 bereits über 3.000 getaufte Seelen berichten.
Als William Hobson als Abgesandter der britischen Krone Anfang 1840 den Vertrag von Waitangi mit den Chiefs der Māori abschließen wollte, waren es Henry Williams mit seinem Sohn Edward, die mit ihren Sprachkenntnissen den Entwurf des Vertrages in Māori übersetzten und es war Henry Williams, der am Tag der Vertragsunterzeichnung die versammelten Chiefs der Māori-Klans überzeugten, den Vertrag zu unterzeichnen. Anschließend reiste Williams mit Lieutenant-Colonel Thomas Bunbury zur Westküste der Nordinsel und zu den Marlborough Sounds, um weitere Chiefs zur Unterzeichnung zu bewegen.
In der Nachbetrachtung ist es Williams anzulasten, dass durch Fehler, die er bei der Übersetzung machte, die Auslegung des Vertrages zu Missverständnissen und späteren Konflikten zwischen den Pākehā (Weißen) und den Māori führte.
Auf Grund seiner Verdienste ernannte Bischof Selwyn Williams 1844 zum Erzdiakon von Waimate. Doch am 20. November 1849 kam es zum Bruch zwischen dem Bischof und der Church Missionary Society auf der einen Seite und Williams auf der anderen. Grund war ein Grundstücksgeschäft, das Williams aus Sicht des Gouverneurs George Edward Grey und der Kirche illegal mit den ortsansässigen Māori geschlossen hatte. Williams hatte ein Grundstück für seine stetig wachsende Familie von den Māori gekauft, auf dem seine Kinder Farmwirtschaft betreiben konnten.
Williams wurde deshalb aus der Kirche ausgeschlossen und verließ Mai 1850 die Missionsstation, um mit seiner Familie nach Pakaraka zu ziehen. Am 18. Juli 1854 wurde Williams vom Bischof und Gouverneur Grey wieder rehabilitiert, kehrte aber nicht mehr als Missionar zurück.
Henry Williams starb am 16. Juli 1867 75-jährig in Pakaraka in der Bay of Islands, wo er auch beerdigt wurde. Seine Frau Marianne verstarb am 16. Dezember 1879 am gleichen Ort.
Am 11. Januar 1876 errichtete man ein Steinkreuz auf dem Kirchengrundstück des Ortes zu Ehren Henry Williams.